# Jens Lieblein
Jens Daniel Carolus Lieblein (né le 23 décembre 1827 à Christiania, mort le 13 août 1911 à Eidsvoll) est un égyptologue et éditeur de magazine norvégien. Il fut professeur à l'université d'Oslo à partir de 1876, le premier professeur d'égyptologie en Norvège.

## Biographie
Lieblein est né à Christiania, fils du cordonnier Johan Martin Lieblein et d'Anne Karine Hofgaard. Le père de Lieblein est mort en 1838, et Lieblein commence à travailler dans une scierie dès l'âge de onze ans. Pendant ses loisirs, il étudie l'histoire et les langues, notamment l'allemand, le français, le latin et le grec. Après quatorze ans à la scierie, il fréquente une école à Christiania. À partir de 1855, il étudie la philologie et l'histoire à l'université, et obtient son diplôme en 1861. Il commence à étudier la culture indienne ancienne et apprend le sanskrit. Il se concentre ensuite sur la culture égyptienne antique, étudiant à Berlin, Paris, Turin, Londres et Leyde.
Il est présent à l'ouverture du canal de Suez en 1869, représentant la Norvège aux côtés du dramaturge Henrik Ibsen. Leiblein est nommé professeur d'égyptologie à l'université royale de Frederick en 1876, le premier professeur d'égyptologie en Norvège. Il édite le magazine Norden de 1866 à 1868, et Nyt norsk Tidskrift (avec Ernst Sars) de 1877 à 1878.
Il est mort à Eidsvoll.

## Famille
Il est marié à Johanne Alette Danielsen de 1864 à 1866, à Jonette Nielsen de 1869 à 1893, et à Dagny Louise Brodersen à partir de 1899. Il est le père de l'écrivain Severin Lieblein.

## Œuvres
Sa première publication est Aegyptische Chronologie (1863), qui a beaucoup contribué à systématiser cette branche, surtout dans la suite, Recherches sur la chronologie égyptienne d'après les listes généalogiques (1873). Parmi les principaux ouvrages de Leiblein, citons le Dictionnaire de noms hiéroglyphiques, en ordre généalogique et alphabétique, en français, (1871) et le Hieroglyphisches Namen-Wörterbuch, genealogisch und alphabetisch geordnet, en allemand, (1891). [Il a également publié trois volumes sur l'ancienne religion égyptienne, Gammelægyptisk Religion, populært fremstillet, publiés entre 1883 et 1885, en norvégien. D'autres ouvrages sont Handel und Schiffahrt auf dem rothen Meere in alten Zeiten (1886) et Le livre égyptien : Que mon nom fleurisse (1895).

## Récompenses
Lieblein a été décoré comme Chevalier de l'Ordre de St. Olav en 1889, et comme Commandeur en 1905. Il a été décoré Officier de l'Ordre italien de la Couronne, et Chevalier de l'Ordre portugais du Christ, de l'Ordre autrichien de la Couronne de Fer, et de l'Ordre turc de la Medjidie.